# Josse Delehaye
Josse-Joseph de Lehaye, né le 22 mai 1800 à Gand et mort le 22 septembre 1888 à Outrijve, est un avocat et homme d'État belge.

## Fonctions et mandats
- Membre du Congrès national : 1830
- Bourgmestre de Merendree : 1830-1833
- Membre de la Chambre des représentants de Belgique par l'arrondissement de Gand : 1831-1832
- Conseiller provincial de Flandre-Orientale : 1836-1839
- Membre de la Chambre des représentants de Belgique par l'arrondissement de Gand : 1839-1857
- Conseiller communal de Gand : 1845-1853
- Vice-Président de la Chambre des représentants de Belgique : 1849-1852
- Vice-Président de la Société royale d'Agriculture et de Botanique : 1853
- Bourgemestre de Gand : 1854-1857
- Président de la Chambre des représentants de Belgique : 1855-1857
- Membre de la Chambre des représentants de Belgique par l'arrondissement de Gand : 1870-1878
- Président de la commission parlementaire de l'Industrie : 1870-1878

## Sources
- Le Parlement belge, p. 159.
- J. Stengers, J.-L. De Paepe, M. Gruman, Index des éligibles au Sénat (1830-1893), Brussel, 1975.
- G. Lebrocquy, Types et provils parlementaires, Paris-Brussel, 1873, p. 502-506.

- Ressource relative à plusieurs domaines :   - ODIS
- Notice dans un dictionnaire ou une encyclopédie généraliste :   - Biografisch Portaal van Nederland